# Robô de IRC

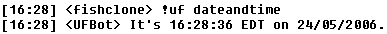
Um robô de IRC executando uma tarefa simples de mostrar o horário e a data atual.

Um robô de IRC é um conjunto de scripts ou um programa independente que se conecta ao Internet Relay Chat como um cliente e então aparece para os outros usuários do IRC como um usuário. Um robô de IRC difere de um cliente comum pois em vez de proporcionar o acesso interativo ao IRC para um usuário humano, ele executa funções automatizadas.

## Função
Muitas vezes, um robô de IRC é implementado como um programa independente rodando em uma hospedagem estável. Ele fica em um canal de IRC para mantê-lo aberto e impede que usuários mal-intencionados tomem controle do canal. Ele pode ser configurado para dar o cargo de operador do canal para usuários privilegiados quando eles entrarem no canal e pode fornecer uma lista unificada de operadores do canal. Muitos desses recursos exigem que o bot seja um operador. Devido a isso, a maioria dos bots de IRC são executados a partir de computadores que mantém longas uptimes (geralmente rondando um derivado de BSD ou Linux) e uma rápida e estável conexão à Internet. Como o IRC tornou-se popular também entre muitos usuários de dial-up, povedores de shell tornaram-se populares como um servidor Linux estável com uma conexão decente para executar bots.
Além de gerenciar as permissões de canais, um bot pode também executar funções tais como o registo de tudo o que é publicado em um canal de IRC, dar informações sob demanda (muito popular nos canais de IRC que lidam com suporte ao usuário), criação de estatísticas sobre os maiores postadores do canal e os lurkers mais antigos, postagem de curiosidades, Uno, e outros jogos. Estas funções são normalmente fornecidas pelos scripts, muitas vezes escritos em uma linguagem de script como Tcl ou Perl pelos usuários do bot. Canais dedicados ao compartilhamento de arquivos, muitas vezes, usam bots de XDCC para distribuir seus arquivos.
Bots de IRC são particularmente úteis em redes IRC tais como EFnet e IRCnet sem serviços de registro de canais e em redes como a Undernet ou QuakeNet que necessitam de condições a serem cumpridas (número mínimo de usuários, etc.) antes de um canal poder ser registrado. Quando robôs são utilizados para funções administrativas como essa, eles podem necessitar de mais acesso que uma conexão normal de cliente permite. Algumas versões do IRC têm um protocolo "Serviço" que permite clientes com esses poderes extras. Tais bots sancionados por servidores são chamados de serviços IRC.
Os bots nem sempre são bem-vindos. Algumas redes de IRC proíbem o uso de bots. Uma das razões para isso é que cada apelido (usuário) ligado à rede aumenta o tamanho do banco de dados da rede que está sendo mantido em sincronia entre todos os servidores. Permitir bots em redes grandes pode causar uma sobrecarga de tráfego de rede que precisa ser gerenciada e pode até levar à netsplits.

## Na cultura popular
- A música de 2006 de Basshunter, Boten Anna, é sobre uma usuária mulher de IRC confundida com um robô de IRC.